# Astragalus miralamensis
Astragalus miralamensis är en ärtväxtart som beskrevs av Dieter Podlech. Astragalus miralamensis ingår i släktet vedlar, och familjen ärtväxter. Inga underarter finns listade i Catalogue of Life.